# V̱
Cette page contient des caractères spéciaux ou non latins. S’ils s’affichent mal (▯, ?, etc.), consultez la page d’aide Unicode.
V̱ (minuscule : v̱), appelé V macron souscrit, est un graphème utilisé comme lettre latine additionnelle dans l'écriture du cuicatèque, du giriama, et dans la romanisation du kazakh et de l’ouïghour écrits avec l’alphabet arabe. Il s’agit de la lettre V diacritée d’un macron souscrit.

## Utilisation
Dans la translittération CLDR, le V macron souscrit ‹ v̱ › translittère la lettre vé ‹ ۋ ›.
Eugène Strub utilise le v macron souscrit dans un article sur l’etsako publié dans la revue Anthropos en 1915-1916.

## Représentations informatiques
Le V macron souscrit peut être représenté avec les caractères Unicode suivants :
- décomposé (latin de base, diacritiques) :

| formes    | représentations | chaînes de caractères | points de code | descriptions                                          |
| --------- | --------------- | --------------------- | -------------- | ----------------------------------------------------- |
| capitale  | V̱               | V◌̱                    | U+0056 U+0331  | lettre majuscule latine v diacritique macron souscrit |
| minuscule | v̱               | v◌̱                    | U+0076 U+0331  | lettre minuscule latine v diacritique macron souscrit |